# Nato Frascà
Nato Frascà, all'anagrafe Fortunato Frascà (Roma, 21 gennaio 1931 – Roma, 1º aprile 2006), è stato un artista italiano.
Ha compiuto la sua attività artistica come pittore, scultore, architetto, designer, regista, scenografo, docente, definendosi un «ricercatore artistico multimediale».

## Le fonti storiche
È l’autore stesso la fonte principale della sua biografia e della sua opera: in un'intervista rilasciata in occasione di una delle sue ultime mostre antologiche, in un libro-catalogo compilato negli anni ’70, nel suo testo teorico principale L’Arte, all’ombra di un’altra luce e nei suoi numerosi scritti, diari, appunti, conservati presso l’omonimo Archivio.

## Biografia
L’infanzia e l’adolescenza di Frascà sono funestati dalla incarcerazione del padre Paolo Frascà da parte degli occupanti nazisti nella prigione di via Tasso e successivamente dalla morte alle Fosse Ardeatine.
La famiglia Frascà, al pari delle altre famiglie romane coinvolte, ha vissuto la lacerante ricerca dei corpi dei congiunti e il loro riconoscimento.
Traccia di questo dramma indelebile viene espresso dall’autore nella serie Orrori della guerra.

### Gli anni ’50: dalla figurazione all’Informale
Dopo essersi diplomato al Liceo Classico, si iscrive alla facoltà di Architettura dell'Università La Sapienza di Roma, frequentandola per tre anni; dal 1950 si dedica completamente alla pittura.

Nel 1955 vince la borsa di studio per il Corso di Scenografia presso il Centro Sperimentale di Cinematografia, tenuto da Virgilio Marchi.
Contemporaneamente collabora con le riviste Bianco e Nero e Filmcritica, dove vengono pubblicati suoi disegni.
Dagli inizi figurativi dei primi anni '50, la pittura di Frascà, con influssi da Goya e Rouault, si sviluppa in senso espressionista, sia nei ritratti e nelle composizioni ancora figurative, sia nelle prime composizioni astratte. Nel 1958 si tiene la sua prima mostra personale alla Galleria Schneider di Roma e lo stesso anno vince il suo primo premio, a Milano.
Alla fine degli anni '50 e fino al 1960 attraversa un'intensa stagione informale, esponendone gli esiti alla sua seconda mostra personale alla Galleria Odyssia di Roma, presentato dalla critica Marisa Volpi.

### Gli anni '60: da Parigi, alGruppo UnoalRebis
Vengono realizzate le serie dei Neri, delle Orme, dei Muri, con uso insistito di neri, grigi, bruni, fitti impasti, graffi, emblemi, ed elementi materici mescolati al colore. Alcune di queste opere vengono dedicate ad Albert Camus, uno dei riferimenti costanti dell'artista.

Parallelamente all'attività artistica, Frascà lavora nel cinema come arredatore, costumista, scenografo, collaborando, tra il 1957 e il 1961 con Mauro Bolognini, Carlo Ludovico Bragaglia, Mario Camerini, René Clément, Gianni Franciolini, Raffaello Matarazzo, Dino Risi, Roberto Rossellini.

È alla fine del 1960 che risale la prima visita di Giulio Carlo Argan allo studio di Frascà. Ed è grazie all'appoggio di Argan e di Palma Bucarelli, direttrice della Galleria Nazionale d’Arte Moderna di Roma, che Frascà ottiene una borsa di studio del governo francese per giovani artisti.

Poco prima della partenza per Parigi viene chiamato da Michelangelo Antonioni, che deve terminare le riprese del film L'eclisse, per realizzare la scenografia dei primi 16 minuti del film.

Il soggiorno a Parigi dura un anno, nel quale Frascà ha modo di frequentare l'Atelier 17 di Stanley William Hayter, studio di incisione di livello internazionale, dove avevano sperimentato il loro segno artisti come Pablo Picasso e Joan Miró. Ha occasione di conoscere Alberto Giacometti, Alberto Magnelli, Hans Hartung, Alexander Calder, César, Arman, ed in particolare Jean Fautrier, che costituiva per Frascà un punto di riferimento fondamentale; stringe amicizia con i giovani artisti Eduardo Arroyo, Pierre Restany e ritrova Pasquale 'Ninì' Santoro che era stato suo compagno di liceo.

Il clima di libertà respirato a Parigi, le occasioni, gli incontri, la possibilità di potersi dedicare completamente all'attività artistica favoriscono un liberarsi del segno, che diviene sempre meno descrittivo e sempre più «energetico-emozionale», come nelle serie dei Tracciati. Successivamente, i percorsi liberati dal segno, tendono spontaneamente a creare e a fluttuale in un proprio «contenitore spaziale» che via via assume una conformazione ovoidale, o ellissoidale, come nella serie degli Ovoidi.

Nel 1962, rientrato a Roma con l'amico Santoro, fonda, con Achille Pace, Nicola Carrino, Giuseppe Uncini, Gastone Biggi, il Gruppo 1.

Gruppo 1, attivo dal 1962 al 1967, e, dalla fine del 1965 formato da Carrino, Frascà e Uncini, ha un'intensa attività teorica, progettuale ed espositiva, nazionale ed internazionale; è supportato da Argan, che, assieme a Bucarelli e a Nello Ponente, cura la presentazione della prima mostra ufficiale del Gruppo, alla Galleria Quadrante di Firenze. Rispetto ai gruppi di ricerca, italiani ed europei, nati a partire dalla fine degli anni '50, Gruppo 1 condivide le necessità della discussione e della ricerca operativa collettive, ma ha una propria specificità; spesso accomunato alle tendenze dell'arte "cinetica" o "optical", se ne discosta sia nell'elaborazione teorica, che nell'uso dei mezzi artistici che, come in Biggi e Frascà (e, prima, in Pace e Santoro) sono in parte quelli "tradizionali" del colore, del pennello e della tela.

Frascà, dal 1962, quando la densa materia segnica sembra essersi raffreddata ed appaiono griglie, forme geometriche elementari, larghe campiture di colore, sperimenta colori fluorescenti (che allora erano usati nella segnaletica, anche pubblicitaria) e smalti-argenti (utilizzati principalmente nelle decorazioni per scenografie teatrali).

Dal 1963 inizia la serie degli Strutturali, in cui l'intersezione diagonale di linee di colore (talvolta su strisce di carta trasparente) crea delle strutture in cui viene indagato il problema della percezione, della sua ambiguità e delle possibilità percettive che l'opera d'arte mette in movimento nel fruitore.

Questa ricerca, partita dal colore e dalla bidimensione, si orienta, negli anni successivi, alla tridimensione e allo studio che la luce determina al contatto con particolari volumi, originati sempre da linee diagonali indagate all'interno del quadrato prima e del cubo poi, dando vita alle serie delle Gabbie e dei Modulari Cubici.

Tra il 1965 e il 1966 Frascà realizza il film sperimentale KAPPA, con la fotografia di Alberto Grifi, che «rappresenta il primo importante sforzo (anche dal punto di vista economico e dei tempi di lavorazione) da parte di un artista, di confrontarsi con la macchina-cinema».

KAPPA viene girato in due mesi, ma il montaggio ne richiede nove di lavorazione: il discorso narrativo viene frantumato e le immagini dei protagonisti, talvolta colte a loro insaputa durante le riprese, sono interpolate da immagini storiche di repertorio, testi di libri, pagine di fumetti, sequenze da film e programmi televisivi, oppure dilatate con particolari effetti ottici, con quello "sguardo espanso" che contraddistingue e caratterizza il cinema sperimentale. 

Il trattamento del sonoro, in cui insistono suoni, voci, rumori, il battito cardiaco e il respiro di Frascà, viene affidato al compositore Aldo Clementi, con inserzioni di vocalizzi della figlia Anna, in omaggio a John Cage. Immagini e sonoro compongono un effetto spesso spiazzante e talvolta sono in fuorisincrono: per Frascà infatti KAPPA «è il viaggio senza categorie temporali e spaziali ... di ognuno di noi; che registra, provoca, immagina, vive, reagisce a vari livelli: tanti quanti ne avrà messi in gioco, cioè scatenati».

Nel 1966 con la serie degli Strutturali varianti sperimenta la curva nella tridimensione, anche sulla base di studi architettonici effettuati sulla linea di Borromini, costruendo una struttura costituita da strisce di alluminio rivestite di plastica fuorescente e rifrangente, in una serie di doppie curve opposte, concave e convesse; uno di questi esemplari viene esposto alla Biennale di Venezia del 1966.

Nel 1967 collabora con Luchino Visconti a La traviata realizzata alla Royal Opera House di Londra, con Carlo Maria Giulini alla direzione d'orchestra, con protagonisti Mirella Freni, Renato Cioni e Piero Cappuccilli:; è di Frascà la particolare scenografia, tutta in bianco e nero, con rimandi al liberty e al segno di Beardsley.

Nel 1967 nasce la serie dei Rebis, una forma scultorea ottenuta dall'unione di quattro delle sei diagonali del cubo che presenta delle sorprendenti possibilità che si offrono alla percezione: una forma continuamente mutevole al variare della posizione dello spettatore.

Tra il 1967 e il 1971, dal Rebis «matrice», Frascà sperimenta possibili combinazioni a 2, 3, fino a 9 elementi, ottenute nei più diversi materiali, presentandone gli esiti in una mostra allo Studio Farnese di Roma.
Rebis Daedalus II vince il premio di scultura alla Biennale Internazionale del Mediterraneo di Alessandria d'Egitto; un Rebis in acciaio di grandi dimensioni, come esemplificazione di una proposta progettuale architettonica, viene presentato al Festival dei Due Mondi di Spoleto del 1971.

Nel 1966 ha la sua prima esperienza didattica, chiamato da Argan, all'Istituto superiore per le industrie artistiche (ISIA) di Roma, al Corso Superiore di Disegno Industriale e Comunicazioni Visive.

Tra il 1968 e il 1970 cura la regia di alcuni documentari per la RAI, per le rubriche  L'Approdo e  Sapere, sia su protagonisti dell'arte e della cultura (Duchamp, Mondrian, Munch, Céline), che su movimenti (Futurismo, Movimento operaio).

Per la Olivetti gira il docufilm Informazione leitmotiv - L'informazione è ciò che conta, con protagonista Enzo Jannacci, unico film di fiction, tra gli oltre 400 film e video commissionati dall'azienda.

### Gli anni '70: dalKubusalSelbst
Dalla sperimentazione sul Rebis, attraverso un processo di «distruzione» e di «smontaggio», Frascà perviene nel 1972 al Kubus, in cui la riduzione sul piano del cubo, in un segno che è contemporaneamente prospetto e sezione, permette ulteriori ricerche sulle ambiguità percettive, favorite dalla presenza di immagini che conservano segni elementari e di archetipi, in una zona di riflessione sulla virtualità del volume che si muove sempre tra conscio e inconscio.

Dal Kubus e da altri elementi scultorei/architettonici, Frascà arriva nel 1974 all'Ambiente Prospettico Polivalente (Percorso per esperienze percettive), una proposta di immersione completa in un'area di 140 metri quadrati per un'altezza di 2,70 metri, composta di un settore bianco e uno nero, in cui lo spettatore viene posto in una costante condizione di dubbio, che ne sollecita l'immaginazione e la ricerca di senso.

Tra il 1974 e il 1975 propone le sue ricerche in viaggi in Germania ed in Olanda, dove realizza un modello dell'Ambiente Prospettico Polivalente in scala 1:4 presso lo Stedelijk Museum di Amsterdam.

Nel 1975 una mostra itinerante, accompagnata da un impegnativo catalogo, presenta le ricerche svolte tra il 1960 e il 1975; la mostra, tra Roma, Merate, Sanremo, Verona, Como, viene presentata da critici e amici, con dibattiti e performance. Le opere stesse sono infatti dichiaratamente più vicine all'idea dei modelli di ricerca e di indicazioni metodologiche, cioè di progetto, sulle quali discutere e confrontarsi, che alla concezione tradizionale dell'opera d'arte, conclusa e chiusa in se stessa.

Tra il 1975 e il 1976 Frascà partecipa ad Operazione Arcevia: il progetto, nato dall'iniziativa dell'architetto Ico Parisi, dell'imprenditore Italo Bartoletti e dei critici Enrico Crispolti e Pierre Restany, consiste nella ideazione di una comunità, che si sarebbe dovuta realizzare in un territorio situato vicino ad Arcevia, un piccolo comune nella provincia di Ancona, attraverso le idee e la collaborazione di pittori, scultori, musicisti, architetti, scrittori, storici dell'arte, psicologi, istituzioni locali.
I progetti, cui contribuiscono, tra gli altri, il regista Antonioni, lo sceneggiatore Tonino Guerra, i musicisti Aldo Clementi e Francesco Pennisi, gli artisti Alberto Burri, Carrino, Mario Ceroli, César, Arman, Jesús-Rafael Soto, Francesco Somaini, Mauro Staccioli, lo psicologo Antonio Miotto e il sociologo Aldo Ricci, vengono presenti alla Biennale di Venezia del 1976. Frascà progetta un Ritiro laico ed un Labirinto-percorso per accedervi.

Tra il 1976 e il 1977 Frascà costituisce con Paolo Minoli e Antonio Scaccabarozzi il gruppo operativo Interrogazione sistematica. Il gruppo intende, nei propri interventi, operare come si dovesse procedere alla rifondazione di un «ordine del discorso», alla radice del problema del linguaggio della visione, e dove le opere costituiscono uno stadio all'interno di un'operazione «didattica», che espone il proprio processo formativo, orientata alla ricerca di un nuovo spazio-ambiente, su cui interrogarsi e in cui potersi riconoscere.

Interrogazione sistematica partecipa a vari interventi, esposizioni e iniziative collettive, tra cui una nella comunità di Gallignano, dove un gruppo di artisti e cittadini ha utilizzato una chiesa sconsacrata per iniziative culturali, e all'esterno della quale Frascà realizza Pala d'altare, un parallelepipedo virtuale di grandi dimensioni.

Dal 1975 Frascà intraprende stabilmente l'attività didattica, prima all'Accademia di Belle Arti di Carrara, dove tiene il corso di Didattica Artistica, poi, dal 1977, in quella di Roma, dove sarà titolare dell'insegnamento di Teoria della Percezione e Psicologia della forma fino al 1998.

Nel 1977 con il GRUPPORIPETTA di Roma espone una serie di progetti e di oggetti di uso comune, «come proposta di Anti-design». 

Nel 1978 una mostra alla Galleria Lorenzelli di Bergamo e successivamente alla Sala comunale d'arte contemporanea di Alessandria, presenta le ricerche successive all'Ambiente, in cui inizia ad accompagnare le opere esposte con dichiarazioni, testi, messaggi. L'intento di Frascà è sempre più quello di proporre gli aspetti e le strade della sua ricerca aperta nel suo farsi, presentandone i poli di riflessione: i Miti (in particolare le coppie Narciso - Eco, Orfeo - Euridice, Teseo - Arianna, Arianna - Dioniso), tra cui una serie dedicata ai Narcisi; le figure legate agli Specchi e figure al limite, quali le Cerniere, le Feritoie, come Soglie; le Frecce, gli Ambienti-Freccia e i Labirinti.

Nell'esposizione romana Artericerca '78 presenta Labyrinthus III, una grande installazione in due sale del Palazzo delle Esposizioni, con grandi specchi spezzati posti a terra, e un camminamento al termine del quale lo spettatore, attraverso delle corde, poteva orientare uno specchio posto in verticale: un ambiente in cui venivano intrecciati i miti di Narciso e Orfeo, secondo la pratica, già iniziata nel 1967, delle Orfeizzazioni, in cui la distruzione e/o smembramento dell'immagine non portano alla sua perdita, ma, attraverso la sua moltiplicazione, a nuove possibili ricomposizioni.

Nello stesso anno conclude SOGLIE, suo secondo film sperimentale, dedicato a Luchino Visconti, in cui sono montati materiali girati a partire dal 1968, quali «reperti esistenziali». Presentato a Volterra, al Festival del Cinema d'Artista, verrà da allora proiettato assieme a KAPPA.

Dal 1978 realizza un ciclo intitolato Selbst (dal termine junghiano, traducibile con Sé), che presenta l'anno successivo a Forlì, in cui la parola viene incisa, graffiata, sovrapposta, in opere composte con materiali quali carta, scotch, pietra grezza, specchi, plastica, metallo, oro, ferro, rame.

### Gli anni '80: dalleDue Tavole apparecchiateallaPsiconologia
Nel 1980, partecipando a Forlì alla collettiva L'Arte è ciò che le è estraneo, presenta le installazioni Due Tavole apparecchiate, accompagnate da uno scritto a colori sul muro: una, la Tavola del naturale, è una tavola apparecchiata per sei persone, coperta da un telo di cellophane, con un vassoio di frutta al centro, che deperirà durante il tempo della mostra, fotografata ogni giorno tramite polaroid; l'altra, la Tavola dell'artificiale, contiene alcuni oggetti-reperti (gomitoli, fili, un bastone, oggetti con specchi).

Parallelamente alla attività di docente di Accademia, la partecipazione di Frascà alla vita artistica, a partire dagli anni '80, si allontana sempre più dai meccanismi tipici del mercato dell'arte (produzione artistica-occasione espositiva-vendita) per limitarsi ad interventi, tramite installazioni, o performance, o scritti, esemplificativi di una riflessione sul significato dell'arte, tra "natura" e "artificio", e sul ruolo che l'artista può assumere.

Con alcuni allievi delle Accademie di Roma e Firenze costituisce il Gruppo CREO, con il quale realizza il film-inchiesta IDENTIKIT: analisi di un'esperienza pilota. Girato in tre mesi in una scuola elementare di Follonica, il film indaga l'effetto dei cartoni animati giapponesi sui bambini e le possibilità alternative di strumenti che favoriscano la fantasia e la libertà immaginativa.

A partire dal 1982 si dedica ad una serie di ricerche che comprendono elementi di psicologia, psicoanalisi, psicosomatica, filosofia, assieme alla storia e teoria dell'arte, indirizzati allo studio degli aspetti psicologici che danno vita all'Icona e che Frascà proporrà col termine Psiconologia. Contemporaneamente a questo indirizzo teorico, propone e sviluppa coi suoi allievi dell'Accademia la pratica dello Scarabocchio degli Adulti.

A partire dalla analisi del segno, così come si è conformato nel proprio percorso artistico, e che ha minuziosamente descritto nei suoi diari di lavoro, Frascà rintraccia una «linea latente», esistente nelle produzioni artistiche, in cui, tra Arte e Psicologia del profondo, è possibile analizzare il segno come un «testimone simultaneo delle emozioni», un «messaggero delle stratificazioni profonde», un punto di contatto tra conscio e inconscio, e dunque anche come diretto indicatore di pulsioni, stati d'animo, «spinte energetico-emozionali», traumi.

Attraverso quindi la pratica chiamata Scarabocchio degli adulti, è possibile invitare i soggetti (anche che non abbiano competenze artistiche), sotto precise condizioni, tramite specifici materiali e secondo determinate serie, a tracciare e liberare/scaricare sequenze di segni; l'analisi di tali serie può permettere, attraverso una decodificazione, la lettura di blocchi, traumi, di punti di crisi fisiche od emotive, che possono risalire sino al periodo prenatale.

Tra il 1983 e il 1984 lavora alla scultura Finestra dell’Apocalisse – Fontana della Gaja Scienza, iniziata anche a seguito della suggestione di un viaggio all'isola di Patmos, dove Giovanni Evangelista scrisse l'Apocalisse.
L'opera, in ottone fuso a cera persa, presentata alla Mostra del Gioiello Valenzano del 1984, è formata da 119 elementi-immagini che compongono un complesso «oggetto simbolico», «luogo di passaggio dall'inconscio al conscio», «Caos di intersezioni», in cui liberamente poter trovare il proprio percorso.

Viene invitato da Franco Fornari (allora direttore dell'Istituto di Psicologia della Università Statale di Milano) al convegno Psicoanalisi-Arte-Persona, dove presenta le sue ricerche sulla Psiconologia, assieme alla Finestra-Fontana e al film KAPPA.

Tiene a Roma corsi e seminari presso l'IPA-SUR (Istituto di Psicoterapia Analitica e Sophia University di Roma) e nel 1986 la prima esperienza psicoterapeutica presso la Comunità terapeutica MAYEUSIS di Capena.

Nello stesso anno presenta a Badgastein, all'ottavo Congresso della International Society of Prenatal Psychology, una relazione sullo Scarabocchio degli Adulti e sulla Psiconologia, come mezzi per sviluppare un'analisi caratteriale e come strumenti terapeutici.

Nel 1987 è invitato a far parte del Direttivo della S.I.A.P. (Società Internazionale di Antropologia del Prenatale) e inizia a svolgere seminari rivolti a docenti delle scuole materne ed elementari di Roma.

Sul rotocalco  Domenica del Corriere esce un'intervista sullo Scarabocchio, in cui Frascà illustra la propria attività, descrive la metodologia seguita e in cui vengono pubblicati alcuni degli Scarabocchi tracciati dai praticanti.

### Gli anni '90: dall'Estetica all'Etica-est
Nell'intervista alla  Domenica del Corriere aveva chiarito come la sua impostazione didattica non fosse quella di voler creare una "scuola", né di voler creare degli "artisti", quanto piuttosto quella di voler «aiutare la persona a conoscersi».

Negli interventi teorici afferma come compito dell'Arte possa essere sempre più quello di evolvere per «trasformarsi da pratica estetica a pratica etica» portando il fine dell'Arte «da est-etico in etico-est», in cui l'Artista, più sarà in grado, nella sua ricerca, di risalire al proprio segno originale, e al proprio nucleo energetico, più sarà in grado di «guardare oltre», assumendosi «quella responsabilità etica che gli permette, attraverso le proprie azioni espressive, di aiutare la creatura umana a riattivare il suo stupore di fronte al mondo».

Nel 1990 partecipa attivamente al Movimento della Pantera, intervenendo a riunioni con studenti e docenti, rivolgendosi in particolare alle proposte di ipotesi di riforma delle Università e specificamente delle Accademie di Belle Arti.

Nel giugno del 1991, presso il Picasso Cafè di Roma propone OLTREPASSIAMOCI: VENTINTERVENTI (in venti giorni) di Nato Frascà come accumulazione di reperti in/condizionati e di/sparati dedicati al PAN di PICASSO, in cui, con interventi e performance, presenta, anche intervenendo sulle pareti del locale, opere e materiali disparati, datati tra il 1965 e il 1991, come «reperti di archeologia rituale»: tra una questi, alcuni Altarini, opere in cui, sotto l'apparente futilità di «oggetti d'affezione», sono concentrati paradosso ed ironia, indicativi, per frammenti, di una profonda riflessione filosofica ed artistica.

Nello stesso anno al cinema Labirinto di Roma si tiene una Rassegna di film e video di Frascà, presentati dal critico Mario Verdone e dal Maestro Gian Paolo Berto, docente e collega dell'Accademia di Belle Arti di Roma. Nell'occasione viene esposto un ciclo di opere dedicate all' Estasi di santa Teresa del Bernini: si tratta di una serie di tavole in cui, partendo dall'«evento» dell'incontro e visione dell'opera barocca, si compie una «estrapolazione del totale», per catturare l'«intensità dei vari centri propulsori» dell'opera e la «corrente energetica» che vi scorre.

Conosce l'epistemologo Ervin László e da questi viene invitato nel 1992 a far parte del Club di Budapest; diventa membro della Global Cooperation for the Better World e successivamente collaboratore dell'International Committee for Integral Science e del General Evolution Research Group. Si avvicina al Pensiero olistico, alle "Scienze di frontiera" e alla Psicologia transpersonale (Stanislav Grof), in un tentativo, tra Arte, Scienza, Psicologia del profondo, di fondere conscio e inconscio, creatività e razionalità, quotidianità del vivere e spiritualità.

Fonda l'Associazione Culturale Costellazione ANDROS, che intende promuovere e sviluppare manifestazioni artistiche e ricerche «nello spirito del Pensiero Globale e dell'Alleanza Olimpica (Arte-Scienza-Spiritualità)».

Nell'aprile del 1994, su invito di un allievo iracheno, compie un viaggio in Iraq, allora sotto l'embargo internazionale, contestuale e successivo alla Guerra del Golfo, dove ha modo di conoscere artisti, uomini di cultura e stabilire contatti con l'Accademia di Belle Arti di Baghdad, con il Museo d'Arte Contemporanea, il Centro d'Arte Saddam e l'Università di Baghdad.

Contro l'embargo all'Iraq promuove, a maggio, con l'Associazione ANDROS e in collaborazione con l'Associazione Un ponte per Baghdad, la manifestazione Mille e uno tubetti di colore per Baghdad: mostre di pittura e scultura di artisti italiani e arabi, spettacoli di danza orientale e occidentale, letture di poesie italiane e arabe, fotografia, teatro, e il cui ricavato viene utilizzato per inviare materiali artistici agli allievi dell'Accademia di Baghdad.

Nello stesso anno, con 25 studenti e giovani dell'Associazione ANDROS, dopo un seminario di preparazione svolto nell'isola di Alicudi, compie il secondo viaggio in Iraq, invitato, in rappresentanza dell'Italia, al Festival internazionale di Babilonia. Un diario del viaggio, durato venti giorni, viene pubblicato nel mese di dicembre sulla rivista D'ARS, in cui vengono ricordati l'attraversamento del deserto tra Amman e Baghdad, la partecipazione alle mostre e le performance presso il Museo d'Arte Contemporanea e il Saddam Center, gli incontri con gli artisti iracheni, la visita ad ospedali (con dono di materiali medici), rifugi e luoghi sacri colpiti dalla guerra, la partecipazione al 6º Festival internazionale di Arte, Musica e Spettacolo di Babilonia.

Nel 1996, ancora sulla rivista D'ARS, viene pubblicato un intervento di Frascà, in cui riassume eventi e ragioni della sua "militanza" artistica e annuncia il proprio ritorno sulla scena espositiva.

Nel 1998 presso la Galleria Civica d’Arte Contemporanea di Termoli si tiene la mostra retrospettiva Gruppo Uno: 1962-1967 e gli anni Sessanta a Roma, dove l'attività del Gruppo viene ricostruita, anche attraverso la pubblicazione di documenti e interviste agli artisti, e criticamente valutata «come un'autentica proposta di libertà», «esperienza non sempre indolore o facilmente aproblematica che è un costante mettersi in gioco, un continuo trasmettere e ricevere sensazioni, emozioni, valori, conflitti e principi universali, come segni del nostro passaggio».

Nel maggio dello stesso anno viene pubblicato L’Arte, all’ombra di un’altra luce. Viaggio nello Scarabocchio degli adulti attraverso la Psiconologia il volume che esprime e riassume l'intero percorso intellettuale e artistica di Frascà. Nella prefazione Pierre Restany presenta il testo come un «contributo alla rivoluzione della verità», «nell'universo di un'estetica in mutazione sotto il segno della transustanziazione dal bello al vero».

Ad ottobre Frascà partecipa al convegno Sinestesia: potenziali umani per l'arte del vivere, dove tiene la relazione La linea latente, in cui, a partire «da una messa a fuoco del rapporto esistente fra Arte e Psicologia del Profondo», presenta, sulla base della propria esperienza artistica, il senso delle proprie ricerche sullo Scarabocchio degli adulti, come un tentativo di «creare una zona ermeneutica» nel «confine pauroso che separa conscio da inconscio»; un compito da realizzare come «fosforescenti contrabbandieri che trasfugano l'invisibile verso il visibile», come «traghettatori. Caronti di noi stessi».

Realizza un ciclo di opere, già iniziato nel 1996, dal titolo Orizzonte dei Confini: «un titolo e un luogo», che può riassumere una ricerca «fatta di continui sguardi e oscure tensioni» e dei tentativi di oltrepassare quelle «nette linee di demarcazione che distinguevano i territori della conoscenza», alla ricerca di quei «campi interferenziali ed emozionali che ci attraversano continuamente e ci in-formano».

### Nel nuovo millennio, come a riavvolgersi
La notte di Niccodemo "...per spirito ed acqua", ispirata ad un brano dal Vangelo di Giovanni, apre il nuovo Millennio di Frascà, dove, da un magma caldo e pastoso, emergono e scorrono «colori freddi e acuti da schermo televisivo» in un brulichio intermittente, orizzontale e verticale.

Dal 2000 si realizzano una serie di mostre antologiche, che ripercorrono il cammino dell'artista dalla fine degli anni '50 in poi, a partire da quella tenuta alla Galleria Il Tempo Ritrovato di Roma: qui viene per la prima volta esposto il modello dell'Ambiente prospettico polivalente, rimasto ad Amsterdam dalla metà degli anni '70. Nelle opere più recenti presentate, la curatrice e amica Giovanna dalla Chiesa rileva «la solarità mediterranea di un respiro vitale che ha invaso corpo e anima».

Sempre a Roma, nel 2001, alla Galleria Rumma si tiene una retrospettiva di grafica e disegni e a Velletri vengono esposti, in due sedi, dipinti e sculture dal 1961 al 2001, con testi di Giovanna dalla Chiesa e Giuseppe Appella..

Nel 2004 a Firenze, alla Galleria Santo Ficara, una nuova mostra antologica Da Frascà a Frascà di dipinti, disegni, strutture dal 1959 al 2003, cui si affianca un incontro con gli allievi dell'Accademia di Belle Arti con proiezione di KAPPA e dibattito, presentato dall'amico pittore e regista d'avanguardia Andrea Granchi.

Nel catalogo viene pubblicata una lunga intervista in cui Frascà ripercorre temi, personaggi, luoghi, opere, di tutto il suo percorso artistico, preceduta da una nuova presentazione di Giovanna dalla Chiesa: «Come il filosofo, come il fisico, come lo psicologo, ma anche e soprattutto come il bambino e come il poeta, Frascà è andato alla ricerca, in tutti questi anni, della forma matrice, dell'archetipo primordiale, ovvero degli esordi».

Il 7 settembre dello stesso anno due operatrici italiane dell'organizzazione Un Ponte per..., Simona Pari e Simona Torretta e due colleghi iracheni dell'organizzazione  Intersos, Ra'ad Ali Abdul-Aziz e Mahanaz Bassam, vengono sequestrati e tenuti poi in ostaggio per 21 giorni. Simona Torretta era stata allieva di Frascà e aveva fatto parte del gruppo in viaggio a Baghdad del 1994.

Presso l'Accademia di Belle Arti di Roma si forma un gruppo di sostegno alle iniziative per la liberazione degli ostaggi; dall'8 al 19 settembre vengono mostrate fotografie e filmati realizzati da Frascà e dagli studenti nel viaggio del 1994 ed esposto uno striscione in cui le ragazze sono ringraziate «per averci insegnato a trasformare l'arte in vita»

Dopo la liberazione, avvenuta il 28 settembre, intervistato dal settimanale Oggi, Frascà descrive l'esperienza vissuta in Iraq nel 1994, assieme a impressioni e ricordi, in particolare sulla partecipazione e l'entusiasmo della sua allieva.

Nello stesso settimanale, il mese successivo, Frascà illustra le ricerche sullo Scarabocchio degli adulti; nell'articolo-intervista, riferisce anche del percorso compiuto per analizzare e comprendere il proprio segno, sulla base del quale iniziò poi ad individuare un'ipotesi, scientifica, di lettura dei flussi emozionali ed energetici, quando, come negli Scarabocchi, possano comparire come scarico non mediato e pienamente autentico.

Nel 2005, alla Galleria del Mascherino di Roma vengono presentate opere di Frascà del periodo del Gruppo 1 (1962-67).

Alla serie di esposizioni antologiche, in questi primi anni del Duemila, corrisponde, dal punto di vista artistico, una ripresa di alcuni dei temi affrontati negli anni '60: nella serie dei Neostrutturali, come nelle nuove edizioni degli Strutturali varianti, Frascà torna alle qualità e quantità percettive della metà degli anni '60; così come torna al Rebis matrice, con una nuova edizione esposta ad una mostra a Giffoni Valle Piana, oggi al Museo della scultura contemporanea di Matera.

E ancora al «disorientamento percettivo» e al riferimento borromioniano, si ispirano il ciclo delle Panoplie e dei Nottagoni, in cui la «perdita di gravità» si incontra con le «pulsazioni cromatiche» e i «vortici di energia» lungamente studiati in Cézanne.

L'ultima opera di Frascà è una mattonella in cotto, dipinta per il Museo Epicentro di Barcellona Pozzo di Gotto, che custodisce pezzi unici di oltre 900 artisti.

Se il Millennio si era aperto con La notte di Niccodemo, il 1º aprile termina, lasciando un incompiuto "Battesimo": Giovanni, il Battesimo - omaggio a Piero della Francesca, in cui, in un'unica opera, oltre spazio e tempo, appaiono il Battista e l'Evangelista, a partire dal Battesimo e dal San Giovanni di Piero della Francesca.

L'attività artistica di Frascà si chiude quindi con un Battesimo: una nascita, una ri-nascita, secondo ciò che l'autore ha voluto esprimere e condensare, araldicamente, nel proprio "motto", o "impresa", «divisa fondamentale»: «Vado-Verso-Dove-Vengo».

## Opere

### Contributi teorici e interventi
- Immagine ovvia e nuovo simbolo. Una ricerca diagonale. Nato Frascà: opere dal 1960 al 1975, Roma, Arese Litografica, 1975, SBN CSA0043886.
- Nato Frascà, L'Arte e ciò che le è estraneo, in  L'Arte è ciò che le è estraneo, Documenti sull'esposizione al Palazzo Albertini di Forlì, Forlì, Litografia N. Filograf, 1980, SBN LIA0116329.
- Nato Frascà e Antonella Querenghi, OperazioneSassodigommapiuma, in Quadernicinema 12, supplemento a Bollettinocinema, novembre 1983.
- Nato Frascà, Da Simbiosi a Simbolo. Ipotesi e riflessioni sullo Scarabocchio, in  Il contributo sophianalitico all’VIII Congresso internazionale dell’International Society of Prenatal Psycology (1986), Roma, Sophia University, 1987.
- Nato Frascà, ... Infiniti presenti costituiscono..., in  "I lavori dell'Arte". Dedicato a Mozart, Catalogo mostra Centro multimediale "G. Montemartini" dell'ACEA, Roma, ottobre-novembre 1991, Roma, Utopia, 1991, SBN CAG0957955.
- Nato Frascà, L’ordine sottile del Caos come Spirituale nell’Arte, in D’Ars, anno trentaseiesimo - n. 4, n. 149, dicembre 1996.
- Nato Frascà, La linea latente, in  Sinestesia arti terapia, Atti del 3º Convegno nazionale Globalità dei Linguaggi (1998), Bologna, Clueb, 1999, ISBN 88-491-1321-8.
- Nato Frascà, L’Arte, all’ombra di un’altra luce. Viaggio nello Scarabocchio degli adulti attraverso la Psiconologia, prefazione di Pierre Restany, Formello, Tipografia G. De Cristofaro, 1998, SBN RMS1340331.
- Prove generali. Dialogo a due voci tra Nato Frascà e Giovanna dalla Chiesa, in Nato Frascà. Da Frascà a Frascà: dipinti, disegni, strutture 1959-2003, Roma, Tipografia Aurelia '72, 2004.

### Pitture e sculture principali e serie

#### Figurativo (1950-52)
- Suonatore nero (1952)
- Bologna S. Stefano (1952)

#### Post espressionista (1953-57)
- Vera sul dondolo (1955)
- Scene di circo (1955)
- serie: Orrori della guerra (1956-58)

Colomba della Guerra (1957)
Donna trascinata (1957)
Eccidio (1957-58)
- Il Toro nero (1957)

#### Astratto (1957-58)
- serie: Impronte (1957)

Impronta n. 1 (1957)
Impronta nero totem (1957)
- serie: Quadri Neri o Neri e Orme (1958)

Nero 1 (1958)
Nero 4 Orme (1958)
Giorno d’angoscia (1958)
- Studi dal vero dalla Quinta del Sordo di Goya (1959)

#### Informale (1959-61)
- serie: Muri (1959-60)

Muro 1 informale (1960)
Pittura 1960 (Muro del sogno) (1960)
- Omaggio a Camus n. 24 (1960)
- Pagina della coscienza (1960-61)
- Impulsi energia (1961)
- Apparizione (Informale bianco) (1961)

#### Post-informale (1961-62)
- serie: Tracciati (1961)

Segni traccia (1961)
Vendôme (1961)
- Segnali spaziali (1961)
- serie: Percorsi (1961-62)

Percorsi (1962)
5 tracce di movimenti rallentati (1962)
Monstre-Volo notturno di farfalla (1962)
Gravi-Danza (1962)
Forme in apparizione (1962)
- serie: Ovoidi (1961-62)

Ovoide nero (1962)
Ovoide rosso-Forma Uno (1962)
- serie: Pitture (argenti) (1962)

Pittura (1962)
Contenuto-contenente (1962)

#### Geometrico pre-strutturale (1962-63)
- Apparizione del quadrato (1963)
- Maestà geometrica (1963)
- Rosa rosae (1963)

#### Strutturale (1963-67)
- serie: Strutturali (1963-65)

Strutturale III (1963)
Strutturale XXII (1964)
Strutturale impercettibile (1965)
- serie: Modulari cubici (1964-65)

Modulare cubico (smalto su lamiera) (1965)
Modulare cubico (plexiglas trasparente) (1967)
- serie: Gabbie (1964-65)

Gabbia aperta (1964-65)
Gabbia cubica (1965)
Gabbia modulare (1965)
Gabbia strutturale (1965)
- serie: Strutturali varianti (1966)

Strutturale variante I (1966)
Strutturale variante II rosa (1966)

#### Ricercare(prima fase) 1967-75
- Thalassa,thalassa (1967)
- Soglie e Orfeizzazioni (prima fase) (1967)

Soglie n. 3 Orfeizzazioni (1967)
- Miti e trasgressioni (prima fase) 1967
- serie: Rebis (1967-71)

Rebis matrice
Rebis Phoenix (2 elementi)
Rebis Samotracia (3 elementi)
Rebis Salamandra (4 elementi)
Rebis multiplex quadrato
Rebis negativo Daedalus I
Rebis Daedalus II
Rebis pieno Athanor
Rebis Pieno Janus
Rebis Labyrinthus
Rebis Delos
Rebis scatola
Rebis cubo
Rebis Columna
- serie: Tautologie (1971)

Cielo (1971)
Tre A, due B, C (1971)
- Columna Tiburtina (1972)
- serie: Kubus (1972-76)

Kubus pittura
Kubus piattina
Kubus tondino
Kubus inciso
Kubus rilievo
Kubus virtuale
Doppio Kubus
Pietra Kubus
- Imago '74 (1974)
- Ambiente prospettico polivalente (1972-75)
- serie: Parallelepipedi (1972-77)

Parallelepipedo quadrato
Parallelepipedo rettangolo
Parallelepipedo rilievo
Parallelepipedo colonna
Pala d'altare (1976)
- Due autoritratti allo specchio (1974)
- serie: Barre inferte (1974-75)
- Il Volume (1975)
- Petrapicta (1976)
- Totem del nuovo simbolo (1976-77)
- Miti e trasgressioni (seconda fase) (1971-78)

Orpheus (1977)
Euridike (1977)
Feritoia Orpheus (1977)
Stagno di Narciso orfeizzato (1977)
- serie: Frecce (1976-78)
- serie: Labirinti (1977-78)
- serie: Narcisi (1977-78)

Narciso
Narciso di specchio
Narciso o gabbia stagno
- serie: Feritoie
- serie: Cerniere

Femminile (fase genitale) (1974)
Femminile (fase lunare) (1974)
Cerniera rosa (1977-78)
- Colonna HPL (1977)
- Soglie e Orfeizzazioni (seconda fase)
- serie: Selbst (1977-78)

Selbst (1977)
Selbst gemelli (1977)
Selbst, NarcisOrfeo (1977-97)
- Rebis –voyeur (1978)
- Bagaglio primo per trasgressioni (1978)
- Ad Sybillam Cumanam (1979-80)
- Due tavole apparecchiate: Natura Morta e Natura Artificiale (1979-1980)
- La tavola delle tent’azioni – Hommage a P. Cézanne (1983-92)
- serie: Erbarelli (1983)
- serie: Vinarelli (1983)
- Finestra dell’Apocalisse – Fontana della Gaja Scienza (1983-84)
- All’ombra di un’altra luce (intervento murale) (1985-86)

#### Ricercare(seconda fase) (1987-)
- Notte, Nuit, Nykta, Night… (1986-87)
- L'Enigma della IV corda e la voix/voie lactèe (1976-88)
- Vortice (1989)
- Anemos – l’Estasi di Santa Teresa d’Avila, omaggio a G.L. Bernini (1990)
- serie: Altarini (1990-92)

Luna (1990)
Il Piccolo Hans (1991-92)
Licuori infranti (1991-92)
- Introibo (1995)

#### L'Orizzonte dei Confini(1996-
- Viaggio a Delfi con l'ombra di Eraclito (1996)
- La porta di Labaro (1998)
- La voce di Zarathustra (1999)
- Era un notte buia e forse tempestosa (1999)
- Une nuite pour Vincent (1999)
- Sos da Campo de’ Fiori (a Giordano Bruno) (1999)
- La Notte di Niccodemo (…per spirito ed acqua) (2000)
- Onda Energetica 2001/32C (2001)
- Nidisegni (2002)
- serie: Panoplie (2002-3)

Panoplia Borromini aplomb (2002)
Panoplia Psiche (2003)
- serie: Nottagoni (2002-3)
- serie: Neostrutturali (2004-05)

Ultradodecafonico (omaggio a Anton Webern) (2005)
Ritmi – Neostrutturale sperimentale (2005)
- serie: Arc en ciel (2005)

Finestra metafisica
Il Cuneo
- Colonna inferta (2005)
- Giovanni, il Battesimo – omaggio a Piero della Francesca (incompiuta) (2003-06)

### Architetture
- Autoscuola Schiavo, Roma (restyling) (1962)
- Monumento allo Scugnizzo napoletano e alla Resistenza di Napoli (progetto), con Paolo Verde e Giuseppe Uncini (1964)
- Villa Schiavo, Sacrofano, con Paolo Verde e Giuseppe Uncini (1965)
- Stand per la società ASSIDER, M.E.T. Torino (1964)
- Rebis – proposta architettonica (progetto), con Arkstudio (1971)
- Ritiro laico e Labirinto-percorso (in Operazione Arcevia, progetto) (1975-76)
- Parco-giochi-scultura, per Comuni di Prato e Roma (progetto) (1979)
- Blocchi di partenza (progetto), con Pietro Mennea (2001)

### Arte applicata
Studi per Stoffe (1963-64)

Studi per Gioielli (1964)

Servizi di piatti, con R.P.R., per Richard-Ginori (1964)

Marchio della C.E.C.A., con R.P.R. (1964)

Studi per Piastrelle, per R.P.R. (1973)

Rebis tavolo (1972)

Kubus lampada neon (1974)

Feritoia e Quadrato, specchiere, con GRUPPORIPETTA, per Romeo Rega spa (1977)

Papessa, poltrona, con GRUPPORIPETTA, per Romeo Rega spa (1977)

Rebis, contenitore componibile, con GRUPPORIPETTA, per Romeo Rega spa (1977)

Janua lampada metacrilato (2005-06)

### Film e documentari

#### Film
- 1965-66: Kappa (16 mm, col. e b/n 47’)
- 1968-69: Informazione leitmotiv - L’informazione è ciò che conta (35mm, b/n e col., 23’)
- 1978: Soglie (1978, super8 e 16mm, b/n e col., 11’)
- 1980 Identikit (1980, super 8 gonfiato a 16 mm, col., 50')
- 1991 Jazz per un massacro: omaggio a L. F. Céline (1991, video, col., 50’)

#### Documentari
- 1967-68: Futurismo e Dibattito sul Futurismo (b/n 14’ e 15‘)
- 1968-69: Céline (Viaggio al centro del delirio) (b/n 26‘)
- 1969: Mondrian (L’occhio come coscienza) (b/n 28‘)
- 1969: Munch, l’inquietudine (Una mostra a Parigi) (b/n 1969, 7‘)
- 1970: Biennale di Venezia 1970 (Padiglione sperimentale arte come ricerca) (b/n 26‘)
- 1970: Marcel Duchamp (Oltre lo specchio) (b/n, 25’)
- 1980-81: Aldo Schmid. Destino di un ricercatore (col. 30’)

### Scenografie per il teatro e il cinema e altri interventi per il cinema

#### Scenografia teatrale
- 1967: La traviata, regia di Luchino Visconti, Royal Opera House, Covent Garden, Londra

#### Scenografie per il cinema
- 1957: Il prete, di Roberto Pariante - sito Cineteca Nazionale[collegamento interrotto]
- 1961: L'eclisse, di Michelangelo Antonioni (primi 16’)

#### Aiuto regia
- 1968: Diario di una schizofrenica, di Nelo Risi

#### Art director
- 1972: Corpo d’amore, di Fabio Carpi - IMDb

#### Assistente alla regia
- 1957: Giovani mariti, di Mauro Bolognini - IMDb

#### Arredamento
- 1957: L'ultima violenza, di Raffaello Matarazzo[153]
- 1959: Ferdinando Iº re di Napoli, di Gianni Franciolini[153]
- 1960: Gli amori di Ercole, di Carlo Ludovico Bragaglia - IMDb
- 1960: Un amore a Roma, di Dino Risi - IMDb
- 1960: Via Margutta, di Mario Camerini - IMDb
- 1979: Org, di Fernando Birri - IMDb

#### Attore
- 1971-72: Non ho tempo, di Ansano Giannarelli[154]

#### Assistente (nelle fasi di preparazione)
- 1960: Era notte a Roma, di Roberto Rossellini[153]
- 1961: Che gioia vivere, di René Clément[153]
- 1974: Il tempo dell'inizio, di Luigi Di Gianni[153] - IMDb

### Spettacoli e performance
- 1978: Celebr’Azione, Premio Michetti, Francavilla al Mare
- 1982: Deus ex camera (tre istantanee apologetiche sul modo di manipolare, confezionare, mercificare l’arte), realizzato con Antonella Querenghi e gruppo V.I.T.R.I.O.L., Palazzo dei Diamanti, Ferrara; Padiglione Borghese, Roma
- 1982: Questo popolo di…., realizzato con Antonella Querenghi, su testi di Nato Frascà e da Alberto Arbasino, La Strage dei Colpevoli. Primo Censimento teatrale romano, ideato e condotto da Leo De Berardinis, Estate Romana 1982, Villa Borghese, Roma
- 1985: Interventi nel Foyer del Teatro La Piramide di Roma, con allievi dell’Accademia di Belle Arti
- 1986: Hortus conclusus – Primavera romana. Azioni sceniche e musicali all’Orto Botanico, con allievi dell’Accademia di Belle Arti e Associazione Arteto, Orto Botanico, Roma
- 1980: Con altri occhi. Ricognizione fotografica nei quartieri della II Circoscrizione, con Associazione Coop. “Elle”, Estate romana, Roma

## Mostre principali

### Mostre personali principali e testi dei relativi cataloghi
- 1958: Galleria Schneider, Roma (prima mostra personale)
- 1961: Frascà, Galleria Odyssia, Roma
- 1971: REBIS-UOMO-TERRA 45°, XIV Festival dei Due Mondi, Spoleto
- 1971: Rebis: ventidue sculture di Nato Frascà, Studio Farnese, Roma, (scritti di Fabio Carpi, Paolo Fossati, Ugo Leonzio, Nelo Risi)
- 1973: Frascà: dal 1963 al 1973, Galleria Unimedia, Genova (pres. di Ezia Gavazza e Luciano Caramel)
- 1974: Opere di Frascà dal 1963 al 1973, Galleria Sant’Elia, Como (pres. di Luciano Caramel)
- 1975-76: Immagine ovvia e nuovo simbolo, libro catalogo (testi di Nato Frascà, Giulio Carlo Argan, Enrico Crispolti, Paul Hefting, Lucio Lambertini, Pierre Restany, Ico Parisi, Joachim Pfeufer, Edward Carlos Plunkett) mostra itinerante Galleria della Trinità, Roma – Studio Casati, Merate - Galleria Beniamino, Sanremo – Galleria Ferrari, Verona – Galleria Sant’Elia, Como
- 1976: Nato Frascà, Galleria Beniamino, Sanremo (testi di Giorgio Cortenova e Marisa Vescovo)
- 1978: Nato Frascà, Sala comunale d’arte contemporanea, Alessandria (testo di Alberto Veca)
- 1978: Il Terzo Occhio o delle trasgressioni percettive: opere dal ‘63/‘78, Galleria Lorenzelli, Bergamo
- 1978: Nato Frascà. Opere dal 1971 al 1978, Galleria Due Torri, Bologna (pres. di Bruno D’Amore e Giuseppe Marchiori)
- 1979: Nato Frascà, Galleria Rickje Swart, Amsterdam
- 1984: Finestra dell’Apocalisse e Fontana della Gaja Scienza, Fiera dell’Arte Orafa, Valenza Po, (pres. di Paolo Antinucci)
- 1990: La ricerca filmica di Nato Frascà dal 1965 al 1980, Cinema Labirinto, Roma (testo di Nello Ponente)
- 2000: L’orizzonte dei confini. Frammenti di percorso 1962-2000, Galleria Il Tempo Ritrovato, Roma (a cura di Giovanna dalla Chiesa)
- 2001: Blitz Emozionali 1955-2000. Grafica e disegni, Galleria Rumma, Roma
- 2001: Nato Frascà: opere dal 1961 al 2001, Museo diocesano e Porta Napoletana, Velletri, (a cura di Elio Rumma; testi di Giovanna dalla Chiesa e Giuseppe Appella)
- 2004: Nato Frascà. Da Frascà a Frascà: dipinti, disegni, strutture 1959-2003, Galleria Santo Ficara, Firenze, 2004 (a cura di Giovanna dalla Chiesa).
- 2005: Nato Frascà. Antologica 1962-67, il periodo del Gruppo Uno, Galleria del Mascherino, Roma, (a cura di Barbara Martusciello)
- 2008: Nato Frascà. Vado-Verso-Dove-Vengo. Mostra antologica, Museo della Scultura Contemporanea di Matera, Matera, 2008 (a cura di Giuseppe Appella)
- 2012: Orizzonti 1960-1978. Vado-Verso-Dove-Vengo. Omaggio a Nato Frascà, Cinema Trevi, Roma (a cura del Centro Sperimentale di Cinematografia – Cineteca Nazionale di Roma e Archivio Nato Frascà)
- 2014: Nato Frascà. La mente mente. L'interrogazione sistematica, Pinacoteca dell'Accademia Albertina e Galleria d’Arte Moderna, Torino (a cura di Paolo Antinucci, in collaborazione con Archivio Nato Frascà)

### Mostre collettive principali e testi dei relativi cataloghi
- 1961: 6ª mostra nazionale d'arte contemporanea. Premio nazionale di pittura Castello Svevo, Termoli
- 1962: Pittura e musica elettronica, Autoscuola Schiavo, Roma
- 1963: Gruppo Uno, Galleria Quadrante, Firenze, (pres. di Giulio Carlo Argan, Palma Bucarelli, Nello Ponente)
- 1963: Gruppo 1: Gastone Biggi, Nicola Carrino, Nato Frascà, Achille Pace, Pasquale Santoro, Giuseppe Uncini, Galleria Rotta, Genova, (testi di Giulio Carlo Argan, Palma Bucarelli, Nello Ponente, Eugenio Battisti, Giuseppe Gatt, Franco Sossi)
- 1963: IV Biennale internazionale d’arte San Marino. Oltre l’informale, Palazzo del Kursal, San Marino (testi di Giulio Carlo Argan, Vicente Aguilera Cerni, Umbro Apollonio, Palma Bucarelli, Giuseppe Gatt, Pierre Restany)
- 1964: Gruppo 1 Biggi – Carrino – Frascà – Uncini, Galleria del Cavallino, Venezia (pres. di Giulio Carlo Argan)
- 1964: Biennale Internazionale dell’incisione, Tokyo
- 1965: 9^ Quadriennale nazionale d’arte di Roma, Palazzo delle Esposizioni, Roma, (prefazione di Guido Perocco)
- 1965: The Exibition of Works by Contemporary Italian artists, Niigata Art Museum
- 1965: Fifth International Contemporary Art Exhibition, New Delhi
- 1966: Galleria Space-Time, IX Festival dei Due Mondi, Spoleto
- 1966: Gruppo Uno e Antonio Calderara, Galleria Libreria Guida, Napoli, (pres. di Filiberto Menna, Achille Bonito Oliva, testo di Giulio Carlo Argan)
- 1966: XXXIII Biennale Internazionale d’arte (Sala Gruppo Uno), Venezia
- 1967: Nuove tecniche d'immagine. VI Biennale internazionale d'arte, Palazzo dei Congressi, San Marino
- 1968: Horizonte II, Gimpel-Hanover Galerie, Zurigo
- 1971: 9ª Biennale internazionale d’arte del Mediterraneo, Alessandria d’Egitto
- 1971: Exerzitium Rom 72. Symposio internazionale di scultura, Cave Poggi, Bagni di Tivoli
- 1973: 10^ Quadriennale nazionale d’arte di Roma. La ricerca estetica dal 1960 al 1970, Palazzo delle Esposizioni, Roma
- 1976: Biennale internazionale di grafica, Varsavia – Cracovia
- 1976: XXXVII Biennale di Venezia, L’ambiente come sociale – Documentazione aperta. Operazione Arcevia: Comunità esistenziale di Palazzo di Arcevia. Esposizione progetti, Venezia
- 1976: 500 artisti per la Innocenti e le altre fabbriche occupate, La Permanente, Milano
- 1977: L’interrogazione sistematica: Frascà, Minoli, Scaccabarozzi, Galleria Lorenzelli, Bergamo (testi di Luciano Caramel, Claudia Terenzi, Alberto Veca, Attilio Marcolli)
- 1978: Artericerca ‘78, Palazzo delle Esposizioni, Roma (pres. di Mirella Bentivoglio)
- 1983: Lo stagno di Narciso, Fondazione Majorana, Erice, (a cura di Filiberto Menna e Giorgio Di Genova)
- 1984: Il divino mare diVino o Il territorio del gusto, Enoteca Angelo Rasi, Padova
- 1985: Il Museo Sperimentale di Torino. Arte Italiana degli anni Sessanta nelle collezioni della Galleria Civica d’Arte Moderna, Castello di Rivoli (Torino) (a cura di Mirella Bandini e Rosanna Maggio Serra)
- 1985: 1930-1980 Astrattismo in Italia nella raccolta Cernuschi Ghiringhelli, Villa Croce, Genova (a cura di Guido Giubbini, con un colloquio con Maria Cernuschi Ghiringhelli)
- 1990: ἄνεμος: l'ispirazione e il vento, Castello di Copertino, Copertino (a cura di Giuseppe Rizzo)
- 1994: Art & Tabac, Riccione-Roma, (a cura di Pierre Restany)
- 1998: Gruppo Uno: 1962-67. Gli anni sessanta a Roma nelle collezioni della Galleria civica di Termoli, Galleria Civica d’Arte Contemporanea, Termoli, (a cura di Luciano Caramel e Patrizia Ferri)
- 2007: Segni Multipli. Opere grafiche dalla donazione Argan, Museo della Grafica, Pisa
- 2007: '50-'60. La Scultura in Italia. Opere dalle collezioni della Galleria Nazionale d'Arte Moderna, Villa d'Este, Tivoli (a cura di Mariastella Margozzi)
- 2008: Italian Experimental Cinema, V. 1 ’08. Mostra del cinema d’artista italiano. Dalle origini del Futurismo al nuovo millennio, Nuovo Cinema Aquila e Palazzo Farnese, Roma (a cura di Piero Pala)
- 2009: Palma Bucarelli - Il museo come avanguardia, Galleria Nazionale d’Arte Moderna, Roma, (a cura di Mariastella Margozzi)
- 2011: 68ª Mostra Internazionale d'Arte Cinematografica. Rassegna Orizzonti italiani 1960-1968, Venezia (a cura di Enrico Magrelli, Domenico Monetti, Luca Pallanch)
- 2012: Arte programmata e cinetica. Da Munari a Biasi a Colombo e..., Galleria Nazionale d’Arte Moderna, Roma (a cura di Giovanni Granzotto e Mariastella Margozzi)
- 2012: Lo sguardo espanso. Cinema d'artista italiano 1912-2012, Complesso Monumentale del San Giovanni, Catanzaro (a cura di Bruno Di Marino, Andrea La Porta, Marco Menguzzo)
- 2013: 1963 e dintorni. Nuovi segni, nuove forme, nuove immagini, Gallerie d'Italia, Milano (a cura di Francesco Tedeschi)
- 2014-15: Pasolini a Matera. Il Vangelo secondo Matteo 50 anni dopo. Nuove tecniche di immagine: arte cinema fotografia, Museo Nazionale di Palazzo Lanfranchi e MUSMA, Matera (a cura di Marta Ragozzino e Giuseppe Appella)

## Premi
- 1958: 2ª Mostra-premio nazionale di pittura Il taccuino delle arti, Palazzo Strozzi, Firenze (2º premio)
- 1958: Premio San Fedele, Milano (3º premio) con l'opera Il giorno delle manifestazioni
- 1961: 6ª Mostra nazionale d'arte contemporanea Premio nazionale di pittura Castello Svevo, Termoli, con l'opera Testimonianza
- 1961: Rassegna di arti figurative di Roma e del Lazio, Roma
- 1962: Premio di Incoraggiamento del Ministero della Pubblica Istruzione, Galleria Nazionale d’Arte Moderna, Roma, con l'opera Evento
- 1962: 1ª Mostra nazionale di pittura Premio Sicilia Industria, Palermo, con l'opera Suggestioni alla E.L.S.I.
- 1963: (con Gruppo 1) : IV Biennale internazionale d’arte San Marino. Oltre l’informale, Palazzo del Kursal, San Marino (2º premio)
- 1964: (con Gruppo 1, in collaborazione con l'architetto Paolo Verde) Progetto del Monumento alle 4 giornate di Napoli, Napoli (3º premio)
- 1965: (con Gruppo 1) Concorso CECA per il Marchio internazionale dell’acciaio (1º premio)
- 1971: Premio di scultura alla 9ª Biennale internazionale d’arte del Mediterraneo di Alessandria d'Egitto, con l'opera Rebis Daedalus II
- 1975: Premio per la pittura al Premio Villa San Giovanni, con l'opera Strutturale XXII
- 1977: Premio Cave ‘77
- 1979: Premio Campigna XXIII edizione, Santa Sofia

### Generale e sull'attività artistica
- Galleria Nazionale d'Arte & MAXXI. Le collezioni 1958-2008, Milano, Electa, 2009, ISBN 978-88-370-7021-2.
- Guida agli archivi d'arte del '900 a Roma e nel Lazio, a cura de La Quadriennale di Roma Fondazione, Roma, Palombi, 2009, ISBN 978-88-6060-230-5.
- Materiali 1; Materiali 2: Sull’opera come campo (testi di Antonello Armando, L. Bernardi, N. Corradini, Nello Ponente), Carrara, Accademia di Belle Arti, 1974
- La Pittura in Italia, vol 2. 1945-1990 (tomi 1 e 2) e vol. 3. Le ultime ricerche, Milano, Electa, 1993-1994, ISBN 88-435-3982-5, SBN RER0012608.
- Scritture per... Frascà, in Parɔl - Quaderni d’arte e di epistemologia, a cura di Paolo Antinucci, n. 24, luglio/dicembre 2013, ISBN 978-88-6025-313-2.
- Paolo Antinucci, Finestra – Fontana dell’Apocalisse e della Gaja Scienza, Mostra del Gioiello Valenzano, Valenza Po, 1984
- Brunella Antomarini, in L’interrogazione sistematica: Frascà, Minoli, Scaccabarozzi. Documenti da Gallignano, Gallignano, Centro Gallignano Arte, 1977, SBN LO10901178.
- Giuseppe Appella, Nell’immediatezza e nella velocità del tratto il segno grafico anticipa il significato, in L’Osservatore Romano, 28 marzo 1999.
- Giuseppe Appella, La pittura come metodo di conoscenza, in  Nato Frascà. Opere dal 1961al 2001, catalogo mostra Museo Diocesano e Porta Napoletana, Velletri, Veliternagrafica, 2001, SBN RAV1898494.
- Giulio Carlo Argan, Calderara e Gruppo 1: Carrino Frascà Uncini, Milano, Scheiwiller, 1966, SBN UBO151688.
- Giulio Carlo Argan, L'arte moderna 1770/1970, Firenze, Sansoni, 1970, SBN RMS0118711.
- Giulio Carlo Argan, Sei pittori romani, in Gruppo Uno, catalogo mostra Galleria Quadrante, Firenze, 1963
- Eugenio Battisti, in  Gruppo 1: Gastone Biggi, Nicola Carrino, Nato Frascà, Achille Pace, Pasquale Santoro, Giuseppe Uncini, catalogo mostra Galleria Rotta, Genova, Edizioni dell'Ateneo, 1963, SBN USM1735770.
- Mirella Bentivoglio, Rebis a Spoleto, in Il Margutta, Anno IV, luglio-agosto 1971, n. 7-8
- Mirella Bentivoglio, in Artericerca ’78, catalogo mostra Palazzo delle Esposizioni, Roma, 1978
- Germano Beringheli, Il relativismo di Nato Frascà, in Il Lavoro, 20 novembre 1973.
- Gastone Biggi, Io gli anni sessanta e il Gruppo 1, Bologna, Bora, 1994, ISBN 88-85345-38-7.
- Palma Bucarelli, Un impegno etico, in Gruppo Uno, catalogo mostra Galleria Quadrante, Firenze, 1963
- Palma Bucarelli, La Galleria Nazionale d’Arte Moderna (Roma – Valle Giulia), Roma, Istituto Poligrafico dello Stato, 1973, SBN FER0149659.
- Luciano Caramel, La terza via del Gruppo Uno, in  Gruppo Uno: 1962-67. Gastone Biggi, Nicola Carrino, Nato Frascà, Achille Pace, Pasquale Santoro, Giuseppe Uncini. Gli anni sessanta a Roma nelle collezioni della Galleria civica di Termoli, catalogo della mostra alla Galleria Civica d’Arte Contemporanea di Termoli, Roma, Joyce & co., 1998, ISBN 88-85074-44-8.
- Cristina Cary e Nidia Morra, Baghdad hailulà, in D’Ars, anno trentacinquesimo - n. 3, n. 144, dicembre 1994
- Giorgio Cortenova e Marisa Vescovo, in  Nato Frascà, catalogo mostra Galleria Beniamino, Sanremo, 1976, SBN LO10903283.
- Enrico Crispolti, Erotismo nell'arte astratta e altre schede per una iconologia dell'arte astratta, Trapani, Celebes, 1997, SBN SBL0018440.
- Giovanna dalla Chiesa (a cura di), Nato Frascà. Da Frascà a Frascà: dipinti, disegni, strutture 1959-2003 (catalogo mostra), Roma IT, Tipografia Aurelia '72, 2004.
- Giovanna dalla Chiesa, Nato Frascà e il tempo del ritorno, in  Nato Frascà: l’orizzonte dei confini (frammenti di percorso 1962-2000), catalogo mostra Associazione culturale Il Tempo Ritrovato, Roma, 2000.
- Giovanna dalla Chiesa, Alle origini della creazione. La parabola storica, umano-artistica di Nato Frascà, in  Parɔl - Quaderni d’arte e di epistemologia, n. 24, luglio/dicembre 2013, ISBN 978-88-6025-313-2.
- Patrizia Ferri, Percezione della realtà e visione del mondo, progetualità e partecipazione: la genesi del Gruppo Uno, un’ipotesi operativa e teorica di superamento, in  Gruppo Uno: 1962-67. Gastone Biggi, Nicola Carrino, Nato Frascà, Achille Pace, Pasquale Santoro, Giuseppe Uncini. Gli anni sessanta a Roma nelle collezioni della Galleria civica di Termoli, catalogo della mostra alla Galleria Civica d’Arte Contemporanea di Termoli, Roma, Joyce & co., 1998, ISBN 88-85074-44-8.
- Ezia Gavazza, in  Nato Frascà dal 1963 al 1973, catalogo mostra Galleria Unimedia, Genova, 1973.
- Armando Gentilucci, Introduzione alla musica elettronica, Milano, Feltrinelli, 1972, SBN SBL0455075.
- Giuseppe Marchiori, in  Nato Frascà. Opere dal 1971 al 1978, catalogo mostra Galleria Due Torri, Bologna, 1978.
- Attilio Marcolli, Gennaio 78, in  L’interrogazione sistematica: Frascà, Minoli, Scaccabarozzi, catalogo mostra Centro Rizzoli, Galleria Vittorio Emanuele, Milano, 1978.
- Barbara Martusciello, presentazione a  Nato Frascà. Antologica 1962-67, il periodo del Gruppo Uno, mostra Galleria del Mascherino, Roma, 2005.
- V.M. [Vera Marzot], Curriculum, in Filmcritica, settembre 1968.
- Filiberto Menna, in  Calderara – Gruppo 1 (Carrino – Frascà – Uncini), catalogo mostra Libreria-Galleria Guida, Napoli, 1966.
- Fernando Miglietta, Futurismo: linea sino a Peruzzi, Cosenza, Il Calabrese, 1975, SBN RCA0641579.
- Ico Parisi (a cura di), Operazione Arcevia. Comunità esistenziale, Como, Nani, 1976, SBN SBL0590355.
- Nello Ponente, Nuova volontà di costruzione, in Gruppo Uno, catalogo mostra Galleria Quadrante, Firenze, 1963
- Pierre Restany, Cézanne-Matisse-Duchamp: la Tavola delle Tentazioni di Nato Frascà, in  Art & Tabac, catalogo mostra Riccione-Roma, 1994.
- Pierre Restany, Prefazione, in  Nato Frascà, L’Arte, all’ombra di un’altra luce. Viaggio nello Scarabocchio degli adulti attraverso la Psiconologia, prefazione di Pierre Restany, Formello, Tipografia G. De Cristofaro, 1998, SBN RMS1340331.
- Stefano Romanelli (Archivio Nato Frascà), Clinamen. Quattro sponde dai documenti dell’Archivio Nato Frascà, in  Parɔl - Quaderni d’arte e di epistemologia, n. 24, luglio/dicembre 2013, ISBN 978-88-6025-313-2.
- Franco Sossi, Dall'Occhio al Cervello. Gruppo 1 di Roma. Carrino, Frasca, Uncini, Prefazione di Giulio Carlo Argan, Taranto, Magna Grecia, 1965, SBN SBL0536262.
- Monica Stirling, A screen of time: a study of Luchino Visconti, London, Secker & Warburg, 1979, SBN SCM0080103.
- Lorenza Trucchi, Le mostre d’arte a Roma, in La Fiera Letteraria, 9 marzo 1958.
- Lorenza Trucchi, Frascà alla Trinità, in Momento-sera, 19-20 giugno 1975.
- Alberto Veca, in  Nato Frascà, catalogo mostra Sala comunale d’arte Contemporanea, Alessandria, 1978, SBN TO00731117.
- Marisa Vescovo, Rebis-Kubus-Freccia, in Artificina. Proposte d'arte contemporanea, anno I, gennaio-marzo 1977, n.1.
- Marisa Vescovo, Italo Mussa e Silvana Sinisi, in  Metafisica del quotidiano, catalogo mostra Galleria d'arte moderna (a cura di Franco Solmi), Bologna, 1978, SBN SBL0171800.
- Marisa Volpi, Nato Frascà all’Odyssia, in Avanti!, luglio 1961.
- Marisa Volpi, Nato Frascà, in Leggere, anno VIII, 1962.

### Sulla scenografia e sul cinema
- 25 years of opera and ballet. Covent Garden, Royal opera house, Catalogo mostra Victoria & Albert Museum, Londra, Shenval, 1971, SBN TO01660732.
- Dossier sul cinema surrealista e sperimentale, in Fantazaria, anno II, n. 3-4, gennaio-febbraio 1967.
- L'informazione è ciò che conta, in Il cinema e l'automobile, n. 2, luglio-settembre 1969.
- Visconti e il suo lavoro, catalogo mostra Castello Sforzesco, Milano, Electa, 1981, SBN CFI0027617.
- Antonello Armando, Kappa, in Materiali 1, Carrara, Accademia di Belle Arti, 1974
- Adriano Bellotto, La memoria del futuro. Film d'arte, film e video industriali Olivetti: 1949-1992, Città di Castello, Grafica Tevere, 1994, SBN RAV0232217.
- Fernando Birri, Kappa di Frascà, un film di su e per i cinemutanti, in Filmcritica, settembre 1968.
- Caterina D'Amico de Carvalho (a cura di), Viscontiana. Luchino Visconti e il melodramma verdiano, Milano, Mazzotta, 2001, ISBN 88-202-1518-7.
- Bruno Di Marino, Sguardo inconscio azione. Il cinema sperimentale e underground a Roma (1965-1975), Roma, Lithos, 1999, ISBN 88-86584-35-0.
- Bruno Di Marino e Annamaria Licciardello, Off & Pop. Cinema sperimentale in Italia: '60-'80, Roma, Domograf, 2012, SBN TO01896851.
- Angela Madesani, Le icone fluttuanti: storia del cinema d'artista e della videoarte in Italia, Milano, Mondadori, 2002, ISBN 88-424-9722-3.
- Piero Pala (a cura di), Italian Experimental Cinema V1 ’08. Mostra del cinema d’artista italiano dalle origini del Futurismo al nuovo millennio, Mosciano S. Angelo, Multiprogress, 2008.
- Fernanda Pivano, Manovelle fuori canale – I filmatori italiani da underground a indipendenti a collettivi, in Domus, n. 477, agosto 1969.
- Nello Ponente, Kappa, in  Nuove tecniche d'immagine. VI Biennale internazionale d'arte, catalogo mostra San Marino, Venezia, Alfieri edizioni d'arte, 1967, SBN SBL0552071.
- Carla Subrizi (a cura di), Baruchello e Grifi. Verifica incerta. L’arte oltre i confini del cinema, Roma, Derive&Approdi, 2004, ISBN 88-88738-40-1.

### Sulla Psiconologia, psicoanalisi, psicologia
- Il contributo sophianalitico all’VIII Congresso internazionale dell’International Society of Prenatal Psycology (1986), Roma, Sophia University, 1987.
- In principio era il corpo…, Atti del 1º Convegno nazionale Globalità dei Linguaggi (1996), Fuori Thema, 1997, SBN TO10004938.
- L'integrazione: nuovo modello di sviluppo, Atti del 2º Convegno nazionale Globalità dei Linguaggi, (1997), Roma, Borla, 1998, ISBN 88-263-1263-X.
- Psicoanalisi, arte, persona, Milano, Franco Angeli, 1987, SBN CFI0109884.
- Eclario Barone, Franca D’Angelo, Maria Iacomini, Gaspare Lombardo, Tiziana Parziale, Daniela Pergreffi, Frammenti di Teoria dello Scarabocchio, in  Parɔl - Quaderni d’arte e di epistemologia, n. 24, luglio/dicembre 2013, ISBN 978-88-6025-313-2.
- Paola Giovetti, In un brutto Scarabocchio tutta la vita, in Domenica del Corriere, n. 46, anno 89, 12 novembre 1987.
- Laura Marrucci, Il gesto dello scarabocchio, in Arti terapie, n. 2/3, anno V, febbraio-marzo 1989.

### Video
- REBIS DAEDALUS I di Nato Frascà, su YouTube, 7 dicembre 2017. URL consultato il 10 dicembre 2017. L’opera Rebis Daedalus I, letta attraverso un testo del regista e scrittore Fabio Carpi (2 ed.) e  Rebus - Rebis, su Vimeo, 7 dicembre 2017. URL consultato il 10 dicembre 2017.

- GLI OCCHI DI NATO – ovvero – L’ORO, SUBITO, su YouTube, 3 febbraio 2016. URL consultato il 10 dicembre 2017. Intervista con lo scrittore e sceneggiatore Ugo Leonzio, con cui Frascà aveva realizzato nel 1970 il documentario Céline. Viaggio al centro del delirio.

- “Grazia di senso”: FRASCA’ ~ ELIOT, su YouTube, 19 giugno 2015. URL consultato il 10 dicembre 2017. Immagini del Rebis matrice di Frascà, su lettura di un frammento da Burnt Norton di T.S. Eliot.

- CHIASMI : MONTEVERDI χ FRASCA' - “Narciso o Gabbia stagno” χ “Pur ti miro”, su YouTube, 9 marzo 2015. URL consultato il 10 dicembre 2017. Intreccio tra l’opera Narciso o Gabbia stagno di Frascà e Pur ti miro, da L'incoronazione di Poppea di Claudio Monteverdi.

- Nato Frascà descrive "Kappa", su YouTube, 24 gennaio 2015. URL consultato il 10 dicembre 2017. La voce di Nato Frascà è accompagnata da brani del film, da immagini di opere e di documenti dell’Archivio.

- Un ricordo giovanetto, su YouTube, 26 dicembre 2014. URL consultato il 10 dicembre 2017. Un ricordo di gioventù di Nato Frascà - estratto dalla presentazione del film KAPPA all'Accademia di Belle Arti di Firenze (2004).

- "La forma della vita" - dai Diari di Nato Frascà, su YouTube, 1º dicembre 2014. URL consultato il 10 dicembre 2017. Estratto dalle letture presentate alla inaugurazione della mostra La Mente mente: l'interrogazione sistematica - Accademia Albertina, Torino, 2014.

- KAPPA , di Nato Frascà - ultima scena, su YouTube, 25 novembre 2014. URL consultato il 10 dicembre 2017. Lettura dalla sceneggiatura dell’ultima scena di Kappa, sulle immagini del film.

- TECNICHE MISTE SU SCHERMO. Il cinema sperimentale a Roma. 1965-1975, su YouTube, 10 luglio 2014. URL consultato il 10 dicembre 2017. Documentario con interviste a registi, cineasti, artisti, protagonisti del cinema sperimentale e underground. (Intervista a Frascà a 19.54).

- Rebis circumambulatio, su YouTube, 15 marzo 2014. URL consultato il 10 dicembre 2017. Presentazione della mostra La Mente mente. L'interrogazione sistematica - Pinacoteca Albertina, Torino, 2014.

- Immagine ovvia e nuovo simbolo. Arte-Segno-Scarabocchio in Nato Frascà, su YouTube, 14 marzo 2013. URL consultato il 10 dicembre 2017. Teaser sugli Incontri realizzati nelle Accademie di Belle Arti di Roma, Napoli, Carrara, Palermo, Milano, Sassari, Torino su Nato Frascà (2013).

- Omaggio a Nato Frascà, su YouTube, 9 aprile 2012. URL consultato il 10 dicembre 2017. Promo della rassegna Orizzonti 1960-1978. Vado Verso Dove Vengo. Omaggio a Nato Frascà, realizzata dalla Cineteca Nazionale di Roma in collaborazione con l'Archivio Nato Frascà.

- “Above…Ab ovo”: documentazione e restauro delle opere di Nato Frascà (2009), su YouTube, 19 febbraio 2013. URL consultato il 10 dicembre 2017. Viene documentata la settimana di restauri, documentazione fotografica, ricerche d’archivio, condotte a casa Frascà dal 6 al 12 aprile 2009; in particolare il montaggio del modello dell'Ambiente Prospettico Polivalente ed i restauri delle opere Fontana-Finestra e Gabbia cubica, condotti dall’artista Omar Mossali.

- Matera: Nato Frascà, antologica e intervista, su YouTube, 27 aprile 2008. URL consultato il 10 dicembre 2017. Intervista a Franca d’Angelo sulla mostra tenuta al MUSMA di Matera (2008).

- Oltre l'informale [collegamento interrotto], su Archivio Storico Istituto Luce, (metà anni ’60). URL consultato il 10 dicembre 2017. Cortometraggio, con regia di Emilio Marsili, sulle tendenze dell’arte degli anni ‘60. Il documentario termina con il Gruppo 1 (da 1:40:39) ed è presente lo stesso Frascà.

| Controllo di autorità | VIAF (EN) 71305979 · ISNI (EN) 0000 0003 7449 3410 · SBN SBLV252702 · LCCN (EN) nr98026240 · GND (DE) 122887336 |